# Hagenau (Kalbe)
Hagenau ist Ortsteil der Ortschaft Packebusch und der Stadt Kalbe (Milde) im Altmarkkreis Salzwedel in Sachsen-Anhalt.

## Geographie
Hagenau, ein Straßendorf mit Kirche, liegt etwa 28 Kilometer südöstlich der Kreisstadt Salzwedel und zehn Kilometer nördlich der Stadt Bismark (Altmark) am Rande des Kalbeschen Werders an der Biese in der Altmark.

## Geschichte

### Mittelalter bis Neuzeit
Im Jahre 1324 wird das Dorf Hagenau als Hagenowe erwähnt, als Hans und Heinecke von Kröcher das Schloss Kalbe mit den zugehörigen Dörfern an Albrecht von Alvensleben verkaufen. 1579 und 1687 heißt es Hagenow. 1804 heißt es bereits Hagenau. Im Mittelalter hatte die St. Marienkirche in Salzwedel hier Einkünfte. Im 17. Jahrhundert betrieb man in Hagenau nebenher Fischerei in der Biese.
Im 19. Jahrhundert gab es im Dorf eine Rossölmühle. Nordöstlich des Dorfes links des Weges nach Gladigau stand im 20. Jahrhundert eine Windmühle.

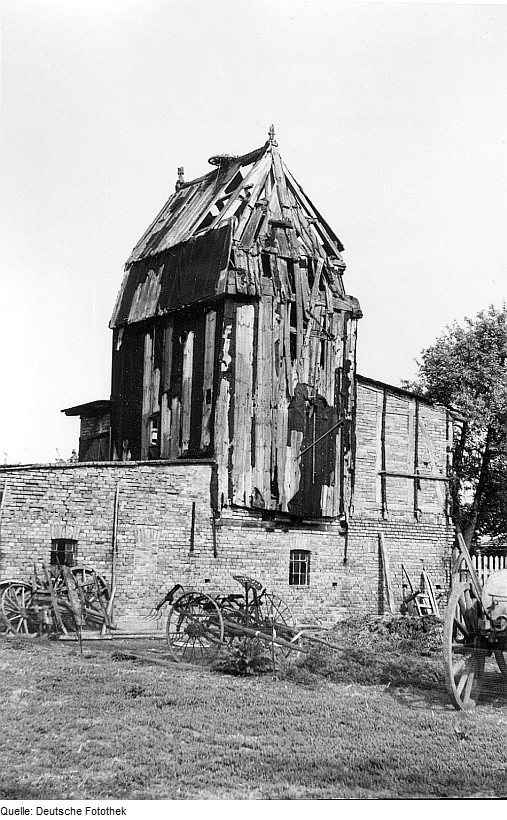
Fotothek. Packebusch-Hagenau. Windmühle, ruinös, 1974

Im Jahre 1955 entstand die erste Landwirtschaftliche Produktionsgenossenschaft vom Typ III, die  LPG „Karl Liebknecht“.

### Eingemeindungen
Ursprünglich gehörte das Dorf zum Arendseeischen Kreis der Mark Brandenburg in der Altmark. Zwischen 1807 und 1813 lag es im Kanton Kalbe auf dem Territorium des napoleonischen Königreichs Westphalen. Nach weiteren Änderungen gehörte die Gemeinde ab 1816 zum Landkreis Salzwedel.
Am 15. Juni 1950 wurde die Gemeinde Hagenau in den Landkreis Osterburg umgegliedert. Am 1. August 1973 ist Hagenau in die Gemeinde Packebusch eingemeindet worden.
Am 1. Januar 2010 schloss sich Packebusch mit anderen Gemeinden zur Einheitsgemeinde Kalbe (Milde) zusammen. So kam Hagenau als Ortsteil zur neuen Ortschaft Packebusch und zur Stadt Kalbe (Milde).

### Einwohnerentwicklung
| Jahr | Einwohner |
| ---- | --------- |
| 1734 | 135       |
| 1774 | 102       |
| 1789 | 127       |
| 1798 | 143       |
| 1801 | 135       |
| 1818 | 097       |
| 1840 | 199       |
| 1864 | 187       |

| Jahr | Einwohner |
| ---- | --------- |
| 1871 | 188       |
| 1885 | 158       |
| 1892 | [0]186    |
| 1895 | 180       |
| 1900 | [0]194    |
| 1905 | 182       |
| 1910 | [0]168    |
| 1925 | 194       |

| Jahr | Einwohner |
| ---- | --------- |
| 1939 | 155       |
| 1946 | 268       |
| 1964 | 164       |
| 1971 | 162       |
| 2015 | 070       |
| 2016 | 070       |
| 2017 | 065       |
| 2018 | 067       |

| Jahr | Einwohner |
| ---- | --------- |
| 2020 | [00]67    |
| 2021 | [00]66    |
| 2022 | [0]65     |
| 2023 | [0]63     |

Quelle, wenn nicht angegeben, bis 1971 und 2015 bis 2018

## Religion
Die evangelische Kirchengemeinde Hagenau, die früher zur Pfarrei Packebusch gehörte, wird heute betreut vom Pfarrbereich Fleetmark-Jeetze im Kirchenkreis Salzwedel im Bischofssprengel Magdeburg der Evangelischen Kirche in Mitteldeutschland. Die ältesten überlieferten Kirchenbücher für Hagenau stammen aus dem Jahre 1837.
Die katholischen Christen gehören zur Pfarrei St. Anna in Stendal im Dekanat Stendal im Bistum Magdeburg.

## Kultur und Sehenswürdigkeiten
- Die evangelische Dorfkirche in Hagenau entstand Ende des 19. Jahrhunderts als gotisierende Backstein-Saalkirche. Sie besteht aus einem quadratischen Westturm mit achteckiger Spitze, einem rechteckigen Saal sowie einer eingezogenen polygonalen Apsis.[19]
- Der Ortsfriedhof befindet sich auf dem Kirchhof.

## Sage aus Hagenau
Einige Höfe in der Nähe der Biese heißen im Volksmund „Trödel“ oder „Dudel“. 
Der Lehrer Schmidt aus Hagenau überlieferte im Jahre 1908 die Sage „Der Trödel in dem Dorfe Hagenau“. Von dem Lehnschulzen, der früher dort gewohnt hat, wird erzählt, dass oft das Wort „Trödel“ oder „Trödelkram“ in den Mund nahm. „Es sei auch bei ihm stets ein lustiger Dudel gewesen“ – eine beschönigende Umschreibung dafür, dass er stets betrunken war. Er hat seine Wirtschaft vertrunken, nach und nach ließ er die alten Eichenbäume hinter seinem Gehöft niederschlagen und verkaufen. Er endete im örtlichen Armenhaus.
Schmidt deutet „Trödel“ als Abwandlung des Wortes „Trendel“. Beim Dorf befindet sich eine Furt durch das Flüsschen Biese, die schon in alten Zeiten von Kaufleuten, die mit ihren Waren auf der Handelsstraße von Gardelegen nach Seehausen zogen, benutzt worden sein könnte. Dort könnte eine Zollstelle mit dem Namen Trendel gewesen sein. Schmidt erläutert weiter: Der Name „Dudel“ entspricht dem altdeutschen Wort „Dudul“, das als Bach zu erklären ist, an dessen Ufern die Dude, Taumel-Lolch, Trespe in großen Mengen wächst. Die Endsilbe „l“ bezeichnet, dass der im Stamm genannte Gegenstand in einer Mehrzahl vorhanden ist.
Hanns H. F. Schmidt erzählte die Sage 1994 nach und meinte dabei, der Bach, der am Ort der mittelalterlichen Zollstelle in die Biese mündet, hat seinen Namen Dudul nach der Pflanze Kälberkropf, ein  Doldengewächs. Fressen Tiere davon, können sie ins Taumeln geraten.